# Gavin Ortlund
Gavin Rutherford Ortlund (* 30. Juni 1983) ist ein US-amerikanischer Autor, Geistlicher und christlicher Apologet. Besonders bekannt ist er durch seine schriftstellerische Tätigkeit sowie seine Beiträge auf der Videoplattform YouTube. In diesen vertritt er überwiegend eine konservativ-protestantische, baptistische Position. Als Schnittstelle zwischen seinen Tätigkeiten dient die von ihm gegründete Organisation Truth Unites, als deren Präsident er fungiert. Darüber hinaus ist Ortlund Visiting Professor am interdenominationalen Phoenix Seminary.

## Leben

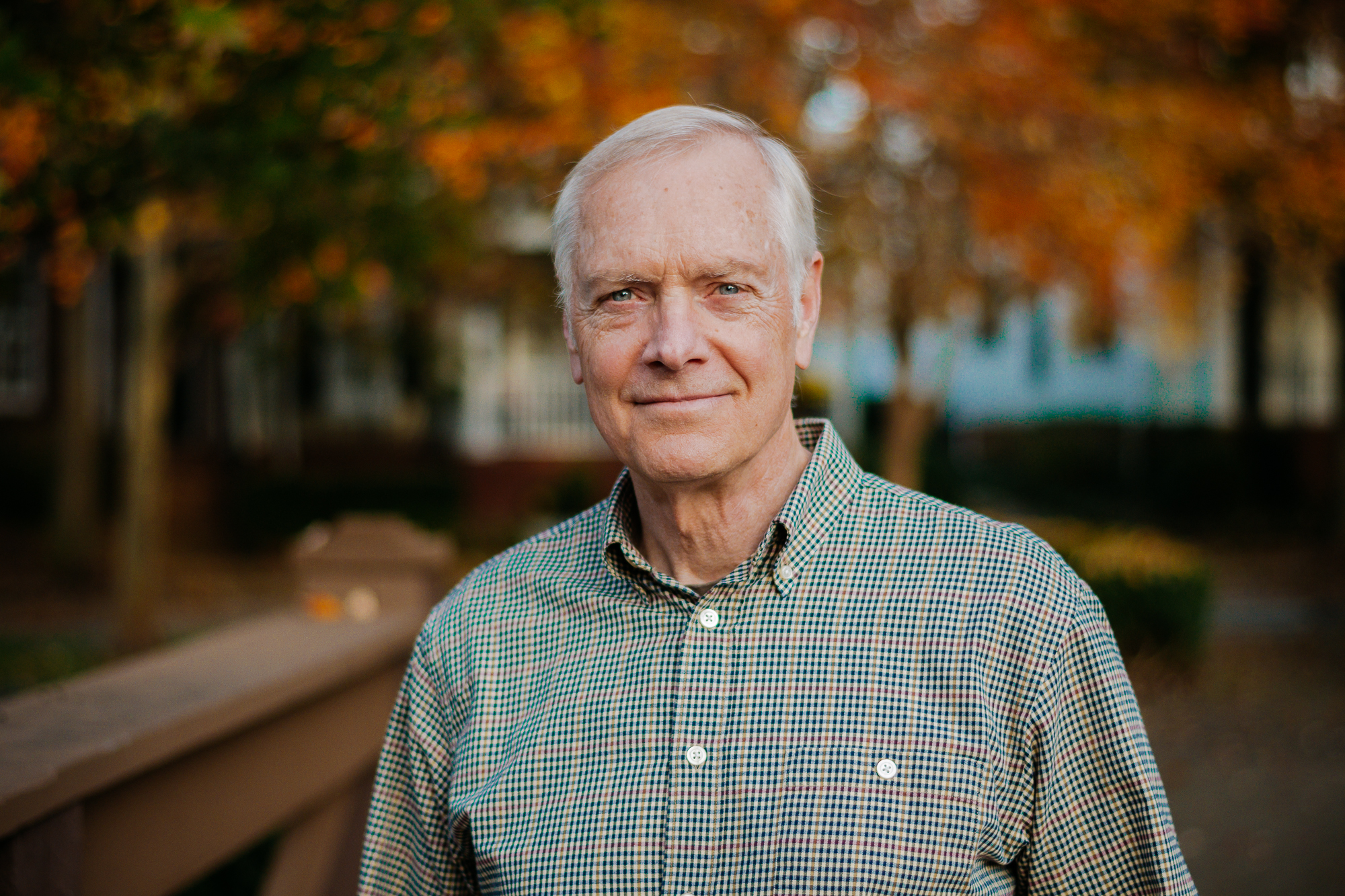
Gavin Ortlunds Vater, Raymond C. Ortlund Jr. (2021)

Gavin Ortlund wurde im Jahr 1983 als jüngstes von vier Kindern des Geistlichen Raymond C. Ortlund Jr. und Jani Ortlund in Schottland geboren. Einer seiner Brüder ist der Autor und presbyterianische Pastor Dane Ortlund und ein weiterer der Theologe Eric Nels Ortlund. 

### Ausbildung und akademische Tätigkeit
Er absolvierte im Jahr 2006 ein Bachelorstudium in Philosophie und Religion an der University of Georgia. Anschließend studierte er bis 2009 am Covenant Theological Seminary – ein Seminar der Presbyterian Church in America (zweitgrößte presbyterianische Denomination in den USA) – und erlangte dort einen Master of Divinity. Am Fuller Theological Seminary promovierte (Ph.D.) Ortlund im Jahr 2016 mit einer Dissertation über The Doctrine of Heaven in Anselm of Canterbury’s Proslogion.
Kurz darauf folgend hatte er in den Jahren 2017 und 2018 eine Stelle als PostDoc am Carl F.H. Henry Center for Theological Understanding der Trinity Evangelical Divinity School inne.

### Geistlicher und Autor

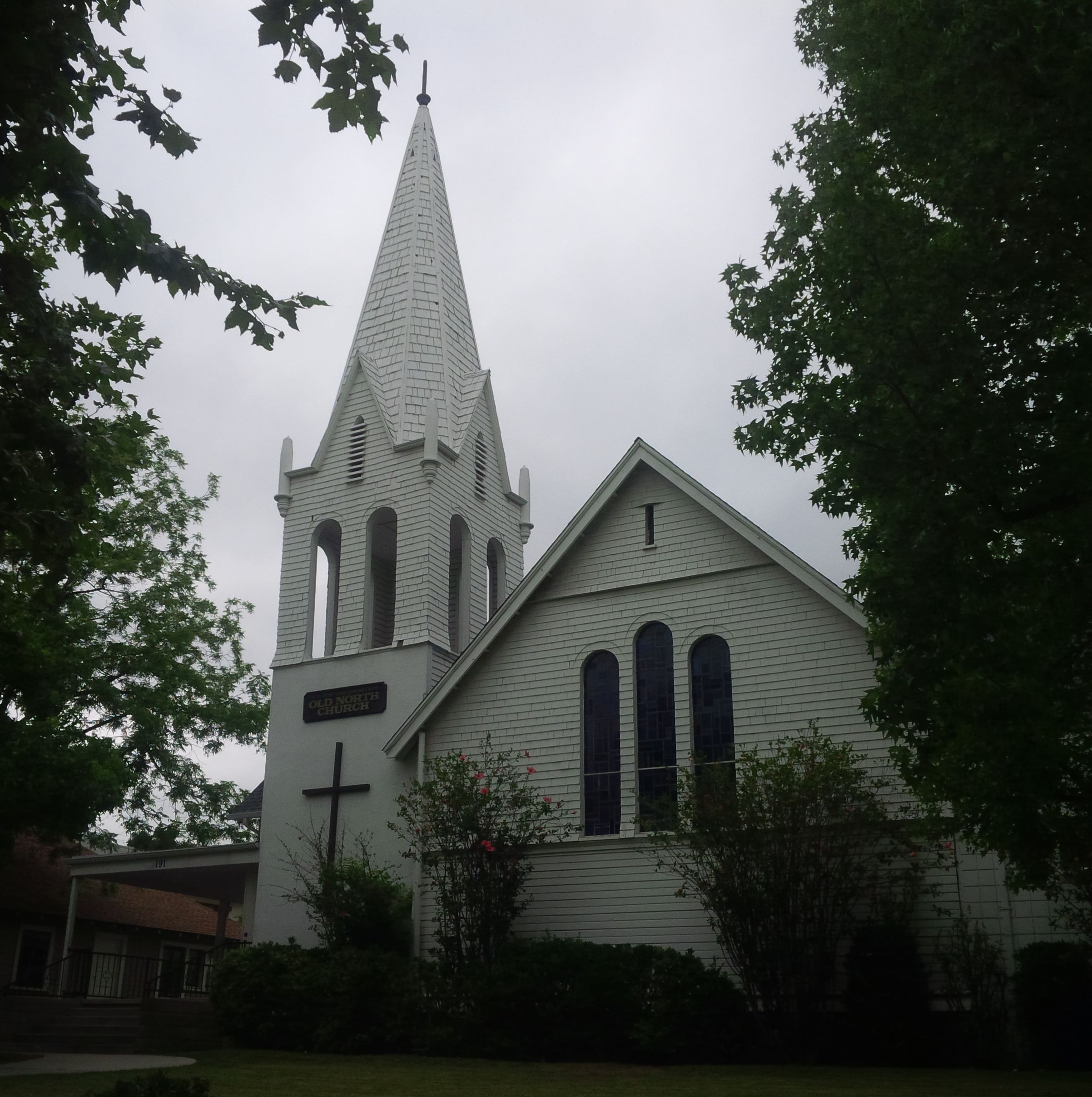
An der kongregationalistischen Old North Church in Sierra Madre, Kalifornien wirkte Ortlund von 2010 bis 2016, zuerst als Jugendpastor und seit 2014 als Associate Pastor.

Ortlund wurde in der Conservative Congregational Christian Conference ordiniert. Ab Oktober 2010 bis November 2016 war er als Geistlicher an der Sierra Madre Congregational Church in Sierra Madre, Kalifornien tätig, anfangs als Jugendpastor und seit Oktober 2014 als Associate Pastor. Im Folgejahr wurde er in den Ältestenrat aufgenommen.
2018 wurde er Senior Pastor der First Baptist Church of Ojai in Ojai, Kalifornien, welche zur Union der American Baptist Churches USA gehört.
Die Organisation und Plattform Truth Unites gründete Ortlund im August 2020. Ziel ist nach eigenem Verständnis die Verbreitung des Evangeliums und die irenische Verteidigung von Protestantismus und historischem Christentum.
Seine Position als leitender Pastor gab er im Jahr 2023 auf, um sich auf die Arbeit von Truth Unites zu konzentrieren und daneben in Nashville an der von seinem Vater gegründeten und lange Zeit geleiteten Immanuel Church als Theologian in Residence zu dienen, wozu er mit seiner Familie dorthin übersiedelte.
Sein Buch What It Means to Be Protestant gewann 2024 den Book-of-the-Year-Award der Zeitschrift Christianity Today und wurde weiterhin noch in der Kategorie Populärtheologie ausgezeichnet.
Im März 2025 kündigte das evangelikale Phoenix Seminary an, dass Ortlund Visiting Professor am interdenominationalen Seminar wird. Hier soll er am Aufbau des Programms im Masterstudiengang Historische Theologie mitwirken.
Darüber hinaus ist Ortlund Mitglied des Keller Center for Cultural Apologetics, des Centers for Baptist Renewal sowie von Credo und tritt als Redner auf Konferenzen und in Kirchen auf.

### Privates
Gavin Ortlund ist mit Esther verheiratet. Das Paar hat fünf Kinder und lebt gemeinsam in Nashville, der Hauptstadt des Bundesstaats Tennessee.

## Veröffentlichungen (Auswahl)
- 1-2 Kings. A 12-Week Study. Crossway, Wheaton 2017, ISBN 978-1433553707.
- Theological retrieval for evangelicals. Why we need our past to have a future. Crossway, Wheaton, Illinois 2019, ISBN 978-1433565267.
- Anselm's pursuit of joy. A commentary on the Proslogion. The Catholic University of America Press, Washington, D.C 2020, ISBN 978-0813232751.
- Finding the Right Hills to Die On. The Case for Theological Triage. Crossway, Wheaton 2020, ISBN 978-1433567421.
  - dt.: Wofür es sich zu kämpfen lohnt – und wofür nicht. Verbum Medien gGmbH, Bad Oeynhausen 2025, ISBN 9783986652654.
- Retrieving Augustine's doctrine of creation. Ancient wisdom for current controversy. InterVarsity Press, Westmont 2020, ISBN 978-0830853243.
- Why God makes sense in a world that doesn't. The beauty of Christian theism. Baker Academic, Grand Rapids, Michigan 2021, ISBN 978-1540964090.
  - dt.: Warum Gott Sinn (er)gibt. Christlicher Veranstaltungs- und Mediendienst e.V., Neuried 2024, ISBN 9783982500980.
- Humility. The Joy of Self-Forgetfulness. Crossway, Wheaton 2023, ISBN 978-1433582301.
- What It Means to Be Protestant. The Case for an Always-Reforming Church. Zondervan, Grand Rapids 2024, ISBN 978-0310156321.
- The Art of Disagreeing. How to Keep Calm and Stay Friends in Hard Conversations. The Good Book Company, Epsom 2025, ISBN 978-1802541403.